# Biskop emeritus Kjeld Holm om Kjeld Holm
Biskop emeritus Kjeld Holm om Kjeld Holm er en dansk dokumentarfilm fra 2016 instrueret af Apperaat efter eget manuskript.

## Handling
Fra eftertænksomt enebarn i den lille mejeribestyrerfamilien i Diernæs i Sønderjylland, over den glade studentertid i Aarhus, til at bestride et af de fornemmeste kirkelige embeder i Danmark. Kjeld Holm kommer selvfølgelig omkring venskaberne med bl.a. Sløk og Tage Skou-Hansen, og vi bliver heller ikke snydt for Kjeld Holms ord om kærlighed til fodbold i almindelig og til AGF i særdeleshed. Filmen er rundhåndet krydret med anskuelser, betragtninger, citater og ikke mindst anekdoter fra et spændende liv blandt familien, venner og fjender, kendte og ukendte, høj som lav. Alle har de været en del af Kjeld Holms liv.
Det filmiske udtryk låner fra dokumentar- og interviewgenren, og udtrykket bærer desuden præg af kunstnerisk bearbejdning i form af et fortolkningslag på såvel lyd- som billedsiden. Et portræt, som delvist er blevet til ved kunstnernes hånd og ved interviewet, men portrættet er i særdeleshed også malet af Kjeld Holm selv.

## Medvirkende
- Kjeld Holm